# トーマス・オスターマイアー
トーマス・オスターマイアー （Thomas Ostermeier、1968年9月3日 - ）は、ドイツの演出家。ベルリンを代表する劇場の一つ、シャウビューネ劇場の芸術監督。

## 来歴
1990年、ベルリン芸術大学で行われた『ファウスト・プロジェクト』において演出家アイナー・シュレーフのもと演劇のキャリアをスタートさせ、シュレーフから大きな影響を受ける。1991年『ファウスト・プロジェクト』終了後はベルリンのエルンスト・ブッシュ演劇大学において演出を学び始める。1992年には同大学において、指導者となるマンフレート・カルゲと出会う。
1993年から1994年まで、ベルリーナー・アンサンブルにおいて、マンフレート・カルゲの演出助手を務める。
1996年、エルンスト・ブッシュ大学において上演したロシア象徴主義詩人アレクサンドル・ブロークの戯曲公演を、ベルリンのドイツ劇場内のパフォーマンススペース、〈バラッケ（バラック）〉のチーフ・ドラマトゥルクが観劇したことを機に、〈バラッケ〉の芸術監督のオファーを受け、これを引き受ける。
オスターマイアーはドラマトゥルクのイェンス・ヒリイェと舞台美術家のシュテファン・シュミトケを〈バラッケ〉に登用。3人は、現実を反映し、性、麻薬、犯罪のテーマを扱う5年間のプログラムを展開した。
〈バラッケ〉にいた1996年から1999年までの間に、今日知られるような彼の美学を展開し始める。キャリアの初期においてオスターマイアーは、ドイツの演劇における問題は装飾過多や著名人の称揚にあるとして、サラ・ケインやマーク・レイヴンヒルのような若手イギリス人劇作家に見られる「私的で暴力的な」心理的リアリズムを以てこの潮流に対抗した。
こうしたイギリス人劇作家は自分たちの抱える困難な社会的状況から着想を得ており、オスターマイアーにとっては同世代のドイツ人劇作家の作品よりも関心を惹かれ、刺激を受けるものであった。 
オスターマイアーがこうした新しい挑発演劇（イン・ヤー・フェイス演劇）をドイツに持ち込んだことで、その劇作家たちは国際的な関心を集め、マリウス・フォン・マイエンブルクといったドイツ人若手劇作家を刺激した。
1998年にはレイヴンヒルによる戯曲『ショッピング・アンド・ファッキング』公演によって国際的な注目とベルリン演劇祭への招聘を勝ち得、ドイツ演劇界の異端児として認知された。 
オスターマイアーは、資本主義リアリズムという彼のジャンルで知られるようになり、現在に至る。この美学は彼の観客に、冷酷な資本主義システムによって引き起こされる、現実の残酷な暴力を直視させる。リアリズムのこの形式は「盲目さや世界の愚かさへの報復を追求する」。オスターマイアーは、ドイツおよびヨーロッパの現代社会の価値観を問題視することによって、観客に挑みかかろうとする。彼のリアリストの美学は、西洋の資本主義と現代ヨーロッパ社会の価値を強く批判する、自身の左派的な政治的信念を示すものでもある。
1997年には、このリアリストの美学を古典戯曲に応用し始めた。特にヘンリック・イプセンの『人形の家』が名高く、以降、オスターマイアーと舞台美術家のヤン・パッペルバウムは長いコラボレーションを続けることとなる。この『ノーラ』（『人形の家』のドイツ語題）は、古典戯曲を、新たに再解釈した結末でリバイバルするオスターマイアーのシリーズの端緒であり、国際的な成功を収めた。ヨーロッパ各地を回り、2004年にはニューヨークで、2005年には東京（世田谷パブリックシアター）でも上演されている。
この古典戯曲への新たなアプローチは、『ヘッダ・ガブラー』（2006年）――ベオグラード国際演劇祭でネストロイ賞とポリティカ賞を同時受賞、およびベルリン劇場協会の観客賞を受賞――を始め、他の多くの戯曲に応用されている。ウィリアム・シェイクスピアの『ハムレット』（2008年）では、ドイツの主導的な若手演出家の一人として国際的に認知されるようになった。
さらに、これら古典の解釈は彼の美学を、明確にユートピアの喪失というテーマに集中させている。一方で、彼の初期の作品における私的さと暴力は維持されている。
1999年、わずか32歳にしてオスターマイアーは〈バラッケ〉を退き、ベルリンのシャウビューネ劇場の座付き演出家兼アーティスティック・ディレクション・メンバーに就任し、ドイツで最も若くして成功した演出家の一人となった。 
2001年のウィーン芸術週間において、上の世代のドイツの演出家に関する問題発言をしたことでトラブルとなる。オスターマイアーの発言は、40歳をこえた演出家は「発展している文化とはもう関わりがなく、演出を断念するべきだ」というもので、尊敬を集めていた53歳の演出家でウィーン芸術週間のディレクター、リュック・ボンディが、自分に対する発言と受け取ったのだった。この論争は地元のメディアを通じて苦い対立となり、オスターマイアーのウィーンの催しへの最後の招聘となった。 
今や自ら50歳を越えたオスターマイアーだが、演劇作品の創作を続け、世界中でツアーを回り続けている。ドイツ語、フランス語、英語が堪能な多言語話者で、2009年にはフランス文化省によって芸術文化勲章を授与され、2010年にはドイツ・フランス文化評議会の会長となった。2008年の『ハムレット』公演は2011年の最優秀国際プロダクション賞を含む多数の国際的な賞を獲得し、2011年には彼の仕事に対してヴェネツィア・ビエンナーレの金獅子賞が授与された。
アメリカの国際ニュース週刊誌Newsweekはオスターマイアーについて次のように記している。「ドイツで最も知られた舞台演出家であり、少なくともヨーロッパの主導的な演劇学者であるペーター・ベーニッシュによれば、ドイツの最も重要な舞台演出家である」。
その成功に甘んじることなく、オスターマイアーは現在も、〈バラッケ〉の時代に名を知られるきっかけとなった、気骨ある挑戦的リアリズムに忠実であり続けている。